# Дровни

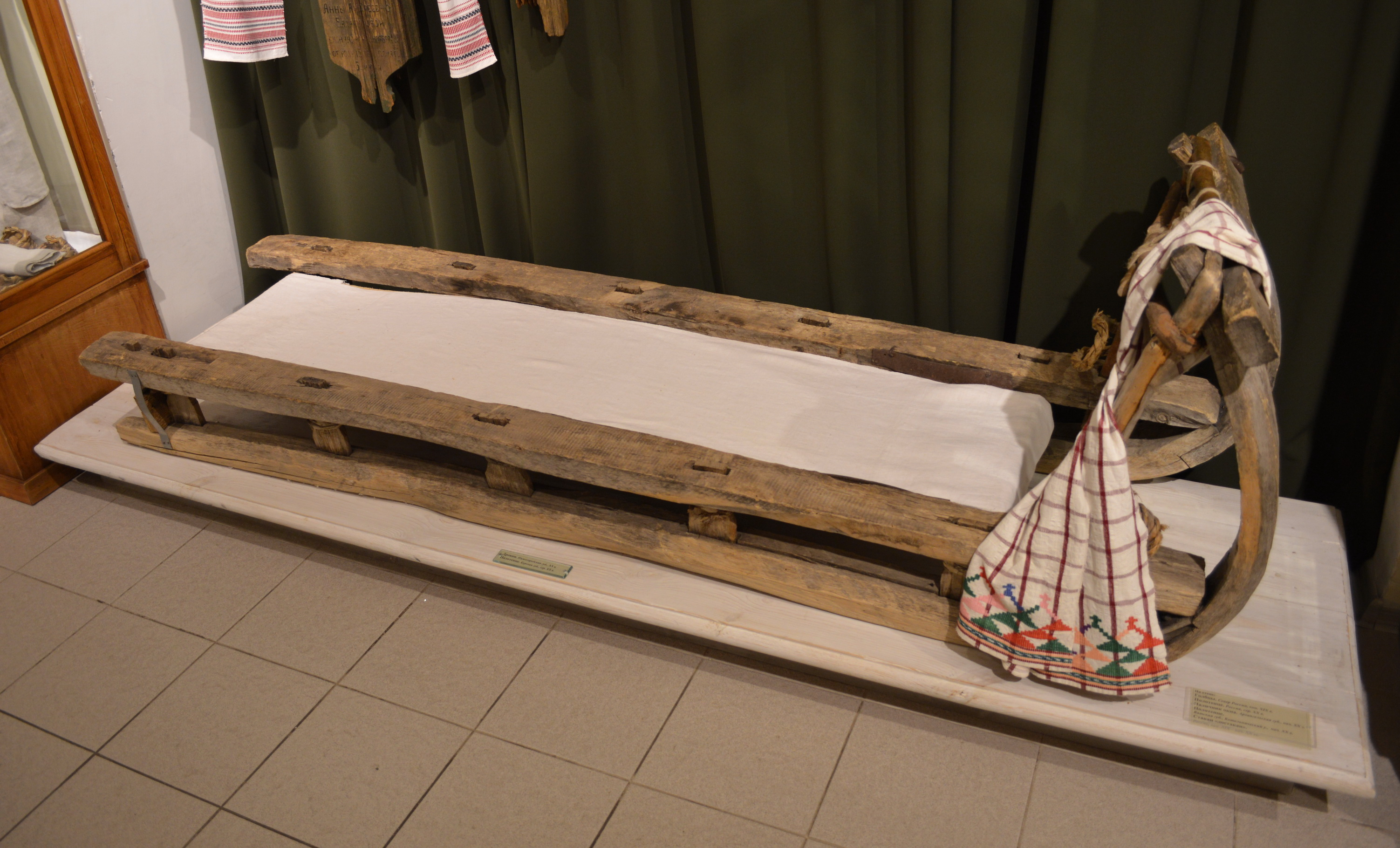
Дровни. Нижегородская губерния, XX век, Сергиево-Посадский музей-заповедник.

Дро́вни — крестьянские сани, в которых не было отводов, спинки, кузова. 
Дровни использовались как средство для перевозки дров, брёвен и других грузов. Дровни были самыми популярными среди грузовых саней. Запрягались лошадью. Согласно В. И. Далю, дровни были санями без короба или кузова, предназначались для перевозки дров, леса или тяжестей. Дровни состояли из двух полозьев с накопыльниками, вдолбленными внизу в полозья, сверху в грядки, и связанными поперёк вязками.
Известны по приходно-расходным книгам покупки монастырями кленовых, дубовых, берёзовых и кремлевых (креневых) дровней. При этом их цена была различной, что, по мнению М. И. Васильева, было связано не только с материалом, но и различием в конструкции. Ель наряду с берёзой были ходовым материалом для грузовых полозьев. Из ели изготавливали кремнёвые дровни, часто используя естественную кривизну дерева, например выпиливая полозья из корневища; из берёзы полозья обычно выгибали.
В 1986 году Госпланом РСФСР был принят стандарт РСТ РСФСР 138-86 «Сани-дровни и сани-розвальни. Общие технические условия». Грузоподъёмность дровней, указанная в РСТ РСФСР, в зависимости от размера варьируется от 600 до 1000 кг.

## Этимология
Термин «дровни» имеет русское происхождение и зафиксирован в русских источниках с XVI века. Был образован от общеславянского слова «дрова» с суффиксальным добавлением.

## Конструкция
На полозы, в некоторых случаях укреплённые металлическими подрезами, с помощью глухих пазов на шипах устанавливались копылья, обычно около 5 штук на полоз, на которые на шипах сверху крепились грядки. При отсутствии подрезов износ полоза до открытия глухих пазов приводил к резкому увеличению трения. В Новгородских вариантах конструкции грядки могли напрямую крепиться к головкам полозий (грядка-стуженя), но обычно грядка и головка полоза соединялись особой стяжкой, называемой стуженя (утложена). Грядки могли также выполняться не на шипах, а в виде нащепов, которые перевязывались с двух сторон к копыльям. Копылья на левом и правом полозах соединялись в единое целое поперечинами — вязами из прутьев и лыка. На грядки могли класть плетёный из прутьев постильник либо кузов-короб (дровни-чухонки). Такой кузов мог изготавливаться и из луба. Для перевозки навоза применялся кузов из досок.
В паре с дровнями для перевозки длинномерных предметов, например, брёвен, могли использовать укороченный вариант дровней, называемый подвозок или подсанок.

## В культуре

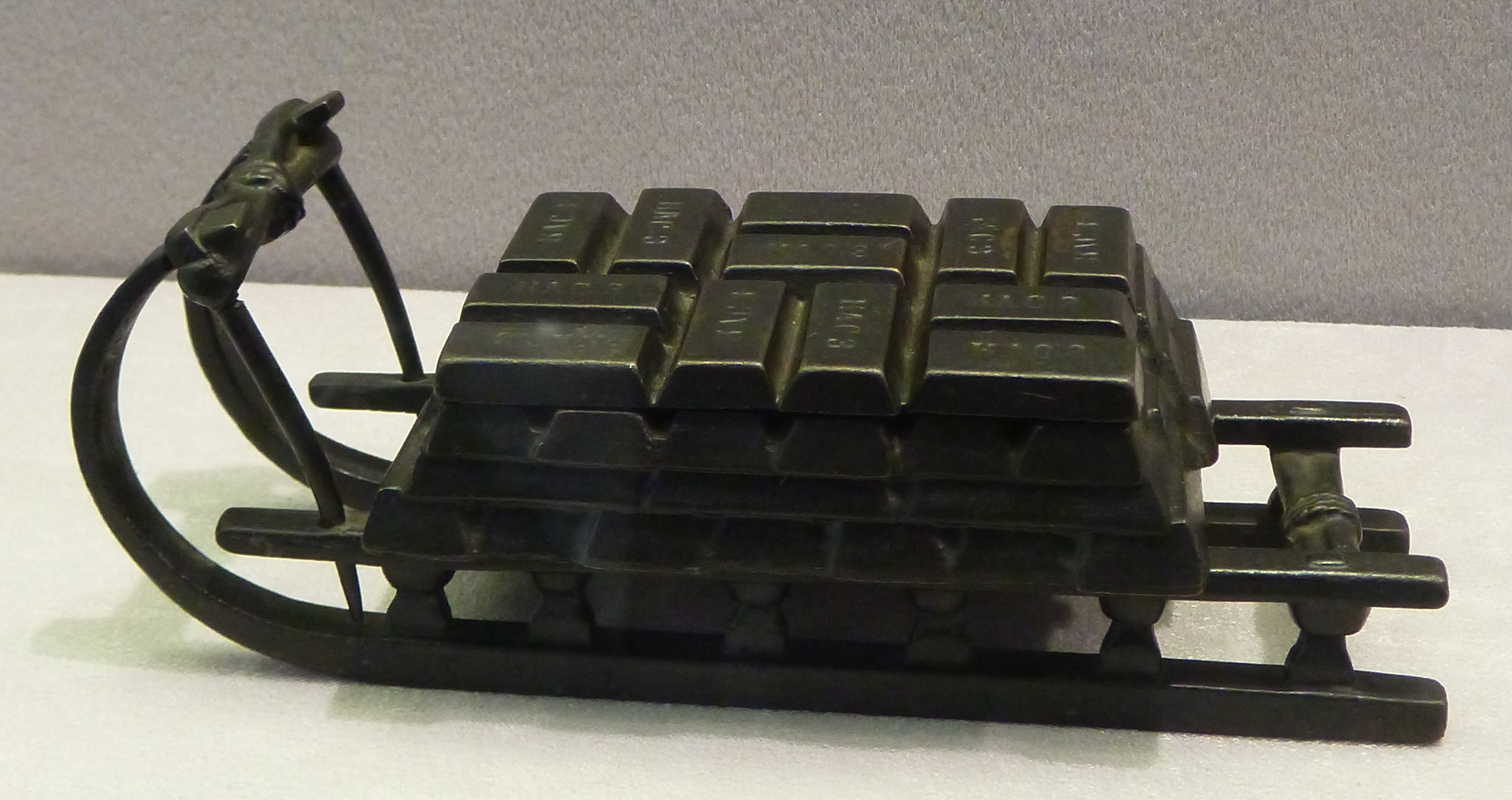
Коробочка каслинского литья «Дровни с чугуном»

В одной старинной детской песенке были такие строчки: «Бежит лошадка в дровенках, а в дровнях мужичок…».
А. С. Пушкин в «Евгении Онегине» много внимания уделял санным повозкам, в том числе упоминает и дровни:
Зима!.. Крестьянин, торжествуя,

На дровнях обновляет путь;

Его лошадка снег почуя,

Плетётся рысью как-нибудь…

(Пушкин А. С. «Евгений Онегин», Глава 5, II)